# すみたに
すみたには、すみたにまさとしとすみたによしひろによる日本のお笑いコンビ。個人事務所「すみたに兄弟社」所属。和歌山県のローカルタレントとして活動している。

## メンバー
すみたに まさとし（1976年〈昭和51年〉6月17日 - ）（48歳）
兄。本名は、角谷 匡俊（読み同じ）。ボケ・ネタ作り担当。
和歌山県和歌山市出身。
和歌山市立広瀬小学校、和歌山市立城東中学校、和歌山県立星林高等学校卒業後、NSC大阪校に22期生として入所。
既婚。

すみたに よしひろ（1979年〈昭和54年〉12月27日 - ）（45歳）
弟。本名は、角谷 佳洋（読み同じ）。ツッコミ担当。
和歌山県和歌山市出身。
和歌山市立広瀬小学校、紀の川市立荒川中学校、和歌山県立貴志川高等学校、大阪デザイナー専門学校卒業。
既婚。

## 略歴
2001年にコンビでの活動を開始。大阪と東京で活動をした後に帰郷し、以降は和歌山県を拠点に活動している。
お笑い芸人になる前、兄のまさとしは元々芸人を目指していたものの、コンビを組もうと思っていた友人が就職したため、一度は芸人になることを諦めて1年ほどサラリーマンとして働いていた。しかし夢を捨て切れず、1999年に吉本興業の養成所・NSCに入学。大阪校22期生となる。
NSC入学後、なかなか相方が見付からなかったため、弟のよしひろを誘ってコンビを結成。大阪で7年活動した後、吉本興業を退所し拠点を東京に移す。
東京で2年半ほど活動していた折、実母が体調を崩したという連絡を受け、和歌山県に帰ることを決意。当初は帰郷に合わせ芸人も辞めるつもりであったが、「このまま辞めてももったいない、もう一度和歌山でやってみよう」と思い直し、ローカルタレントとして活動していくことを決める。
2017年、和歌山市より、同市の魅力を県外に発信する「和歌山市観光発信人」に選出される。

## 出演

### テレビ
- みんなで作る和歌山情報 わくわく編集部（テレビ和歌山、2018年4月6日 - ） - 編集部員[10]（第1金曜日担当）

### ラジオ
- すみたにのすみからすみまで（和歌山放送、2016年4月9日[11] - ）
- すみたにの全開!水曜日[注 1]（和歌山放送、2017年4月5日[12] - ） - 水曜13:00 - 16:29

### CM
- 紀三井寺はやし[3]（株式会社はやし、2018年[13] - ）

### 新聞
- すみたにのわかやマニア[14]（毎日新聞、2016年7月21日[15] - ） - 月1回、地方面に掲載